# 블루문 특급
《블루문 특급》(Moonlighting)는 1985년 3월 3일부터 1989년 5월 14일까지 미국에서 방영된 ABC 드라마이다.
- 대한민국에서 KBS 2TV를 통해 1989년 4월 17일부터 1989년 10월 2일까지 매주 월요일 밤과 1989년 10월 13일부터 1990년 8월 31일까지 매주 금요일 밤에 방영되었다.

## 시즌
- 시즌1 : 1985년 3월 3일 ~ 1985년 4월 2일
- 시즌2 : 1985년 9월 24일 ~ 1986년 5월 13일
- 시즌3 : 1986년 9월 23일 ~ 1987년 5월 5일
- 시즌4 : 1987년 9월 9일 ~ 1988년 5월 22일
- 시즌5 : 1988년 12월 6일 ~ 1989년 5월 14일

## 등장 인물
- 브루스 윌리스
- 시빌 셰퍼드
- 알리스 비어슬리

## 한국판 성우진 (KBS)
- 권희덕 - 매돌린 (시빌 셰퍼드)
- 이정구 - 데이비드 (브루스 윌리스)
- 박은숙 - 아그네스 (알리스 비어슬리)